# リジェ・JS P2
リジェ・JS P2 ( Ligier JS P2 ) は、フランスのマニュファクチャラーのオンローク・オートモーティブにより設計と製造が行われ、同社とフランス人の元レーシングドライバーのギ・リジェの提携により名付けられたレーシングカーである。ル・マン・プロトタイプ (LMP2)のレギュレーションに基づいて設計されており、オンロークの顧客であるレーシングチームに対して、2012年以来レースで使われているオンロークのモーガン・LMP2の後継機で購入候補となるべく製作された。オンロークが自社で完全設計した初の（運転席が）クローズドボディの車両となる。JS P2は、2014年のル・マン24時間レースでデビューし、FIA 世界耐久選手権、ヨーロピアン・ル・マン・シリーズ、アジアン・ル・マン・シリーズ及びユナイテッド・スポーツカー選手権に参戦している。

## 開発
オンロークは当初LMP1カテゴリー向けのレースカーとして開発計画を進めていたが、その計画を取り止め、LMP2カテゴリー向けの開発に専念することになった。北米で販売しやすいようにオンロークによって施された設計は、運転席がクローズドタイプのデザインで、LMP1で必要とされる要件の全てを満たし、新しいユナイテッド・スポーツカー選手権で使用するLMP2カーとデイトナ・プロトタイプカーの重要な選択ともなっている。LMP1の設計はそれゆえ、フランス西部自動車クラブ(ACO)のLMP2カテゴリーのコスト上限枠に適合する様に定められたLMP2カーの設計を進化させたものになっている。ニッサン製とジャッド製の自然吸気V8及びホンダ製のターボ化されたV6のLMP2用エンジンを搭載できるように設計されている。ハイ・ダウンフォースでスプリント・レース用のデザインとロー・ダウンフォースでル・マン用のデザインを設定できるようになっている。
「JS P2」の名称は、チーム・リジェとマルティニの協力関係に基づくギ・リジェとオンロークとの提携に由来する。ギ・リジェの親友で事故死したフランス人レーシングドライバーのジョー・シュレッサー (Jo Schlesser、略称: JS ) を偲んで付けられるリジェのレースカーの命名方法に従って、JS P2と名付けられた。オンロークが引き継いだリジェ-マルティニ'のグループCNのレース車両の開発にも、車名に関する提携の効力は及んでいる。

## レースの歴史

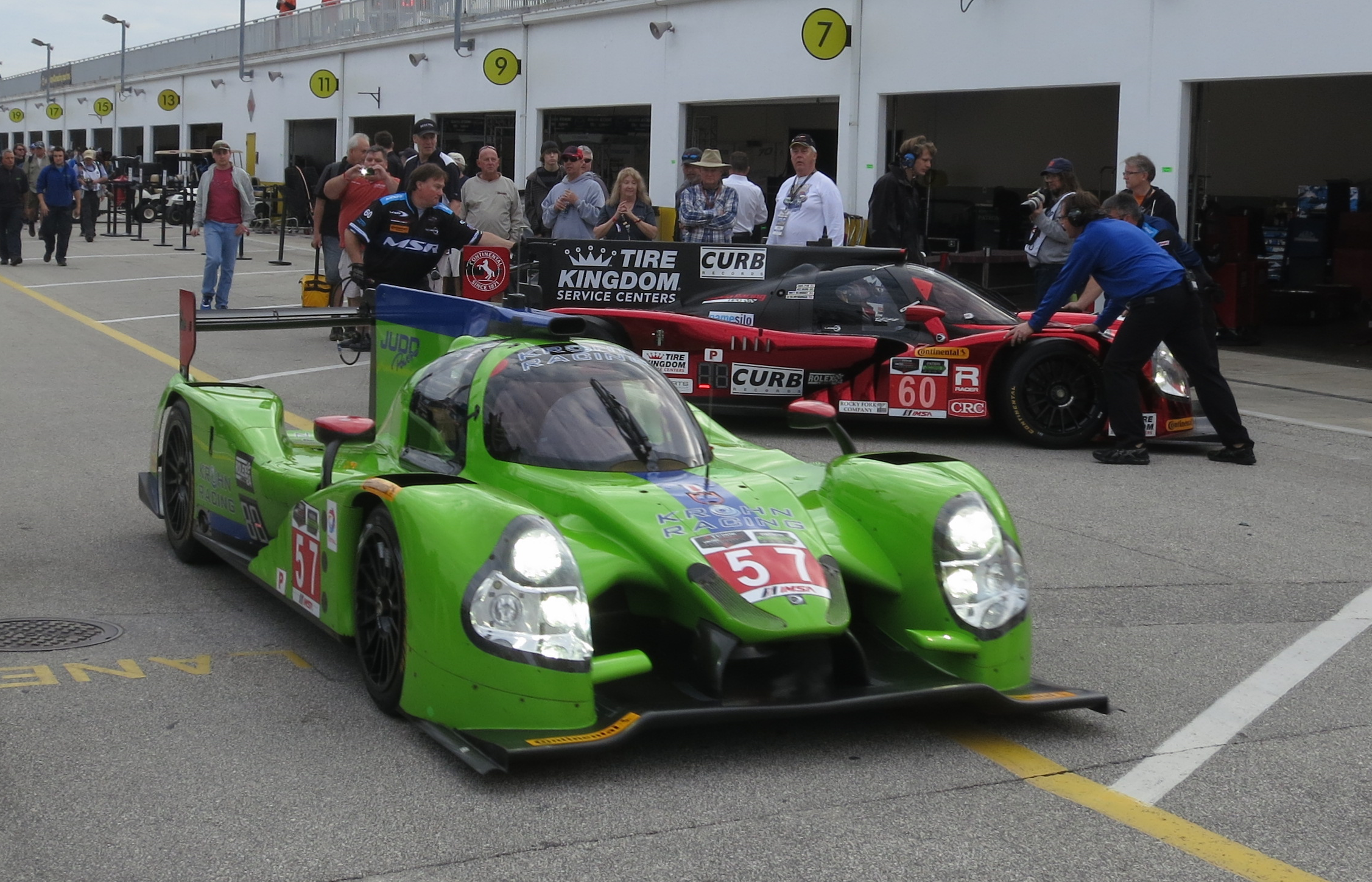
1. 57 クローン・レーシングと#60 マイケル・シャンク・レーシングのレースカーとしてデイトナに置かれたリジェ・JS P2（2015年）

JS P2は、2014年3月に走行テストを開始した。JS P2のデビュー戦は、6月のル・マン24時間レースに決まり、1975年に総合順位で2位に入って以来のリジェの名前を冠したレースカーの出走を果たした。オーク・レーシングは2台を参戦させており、1台には日産製エンジンを搭載し日産のワークスドライバーを乗せ、ホンダ製エンジンを搭載したもう1台には3人の中国人ドライバーを乗せた。他にも、中古の日産製エンジンを搭載したプライベーターのティリエ・バイ・TDSレーシングが、JS P2を購入して参戦している。2台の日産製エンジンを搭載したJS P2は予選を好調に走り、TDSの車両はクラス内でポールポジションを獲得し、オークの車両も予選3位に入った。3台全車がル・マンを完走し、TDSがLMP2クラス2位、オークがクラス5位と7位に入っている。
TDSレーシングは、ル・マン24時間レース後に行われた同年のヨーロピアン・ル・マン・シリーズの残りシーズンの3戦にリジェ・JS・P2を使用して参戦しているが、3戦とも完走できずにシーズンを終えた。オーク・レーシングはその間にリジェ・JS・P2をアメリカ合衆国に持ち込んでユナイテッド・スポーツカー選手権の残り2戦を走らせ、アレックス・ブランドルがホンダ製エンジンを搭載したJS P2をサーキット・オブ・ジ・アメリカズでのシリーズデビュー戦でポールポジションをもたらし、2位でレースをフィニッシュした。 日産のエンジンを搭載したオーク・レーシングの車両については、G-ドライブ・レーシングとしてそのままFIA 世界耐久選手権に参戦。残る5戦で5戦連続ポールポジションを獲得して、富士スピードウェイと上海インターナショナルサーキットでクラス優勝を挙げている。

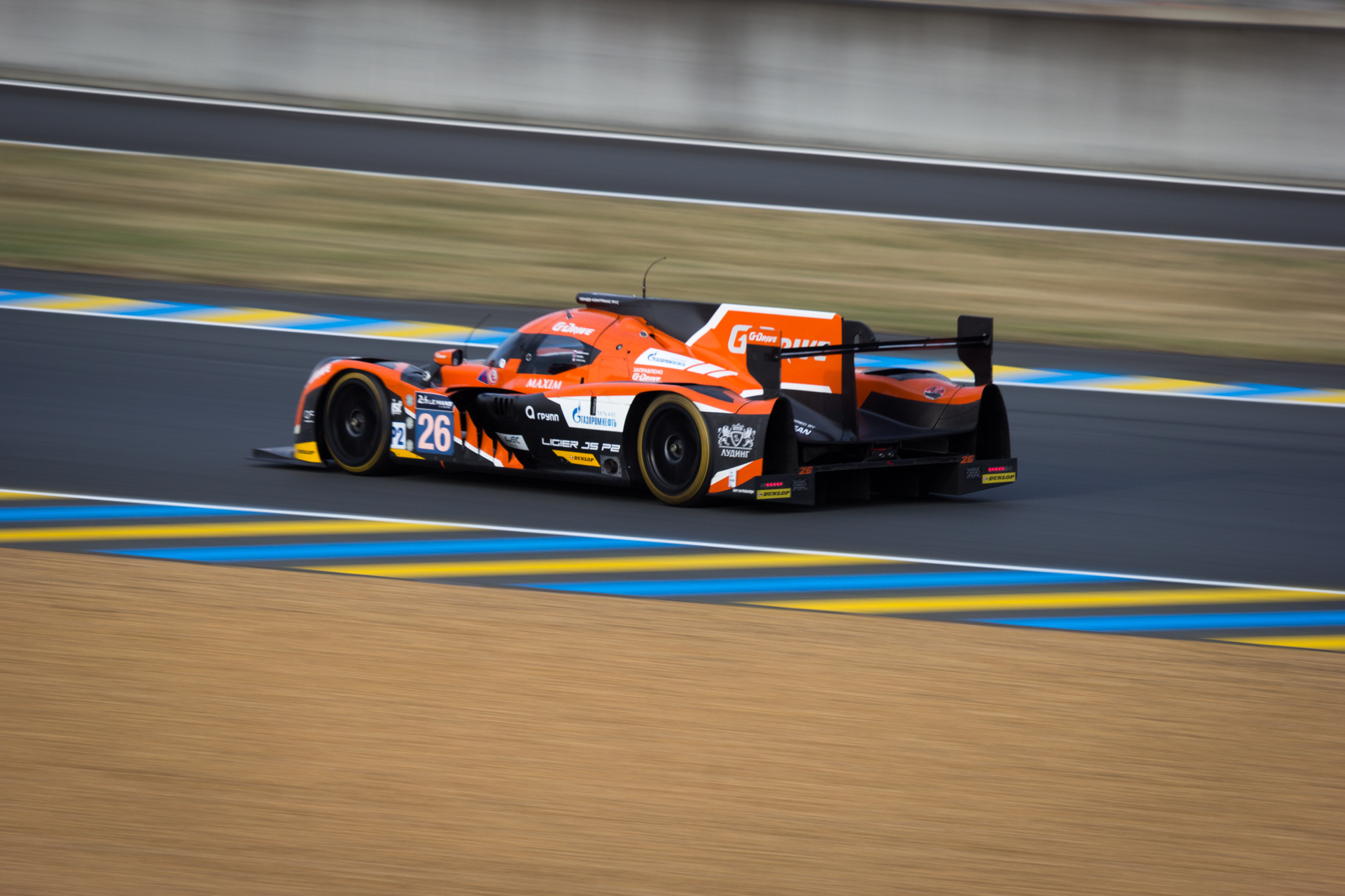
G-ドライブ・レーシング、JS P2-日産（2015年）

2015年に、アメリカの クローン・レーシングチームがJS P2を1台購入して、JS P2にジャッド製エンジンを初搭載して、ユナイテッド・スポーツカー選手権の部分参戦とヨーロピアン・ル・マン・シリーズのフル参戦を行った。マイケル・シャンク・レーシングはホンダ製エンジンを搭載したJS P2を購入してユナイテッド・スポーツカー選手権にフル参戦し、開幕戦のデイトナ24時間レースでポールポジションを獲得している。FIA 世界耐久選手権では、JS P2-日産を2台走らせたG-ドライブ・レーシングが2台合わせて8戦中5勝を挙げ、26号車とそれに乗ったロマン・ルシノフ、ジュリアン・カナル、サム・バードの3人が4勝して、それぞれチームとドライバーズのLMP2耐久トロフィーを獲得し、LMP2クラスの二冠を達成した。
2016年、エクストリーム・スピード・モータースポーツはユナイテッド・スポーツカー選手権で、ホンダ製3.5L V6ターボエンジンを搭載したJS P2で参戦し、デイトナ24時間とセブリング12時間レースの両方で総合優勝し、デイトナ・プロトタイプをデイトナで破った最初の車となった。そしてチームは1998年以来の「フロリダの36時間」を勝ち取ったチームになった。